# Big Brother Famosos 2
Depois da 1.ª edição de Big Brother Famosos, a TVI decide continuar o mesmo formato com concorrentes portugueses conhecidos do público. O segundo Big Brother Famosos estreia a 5 de novembro de 2002 (dois dias depois de terminar a primeira edição) com a entrada de 13 concorrentes. Depois da desistência de Rita Ribeiro, entra na casa Gisela Serrano, conhecida do público por participar no reality show da SIC Masterplan - O Grande Mestre. Foram 14 os concorrentes nesta edição. O vencedor foi o ator Vitor Norte.

## O Programa
A segunda edição do Big Brother Famosos realizado em Portugal teve início a 5 de novembro de 2002 e terminou a 31 de dezembro de 2002. 
Nesta temporada participaram 14 famosos, entre eles figuras como Ruth Marlene, Gisela Serrano, Melão, Rita Ribeiro, Lena D’ Água; também esteve a concorrer Cláudio Ramos, quem se tornaria o apresentador da quinta edição do Big Brother, afastando Teresa Guilherme.
O vencedor do reality show foi o ator Vítor Norte.

## Concorrentes

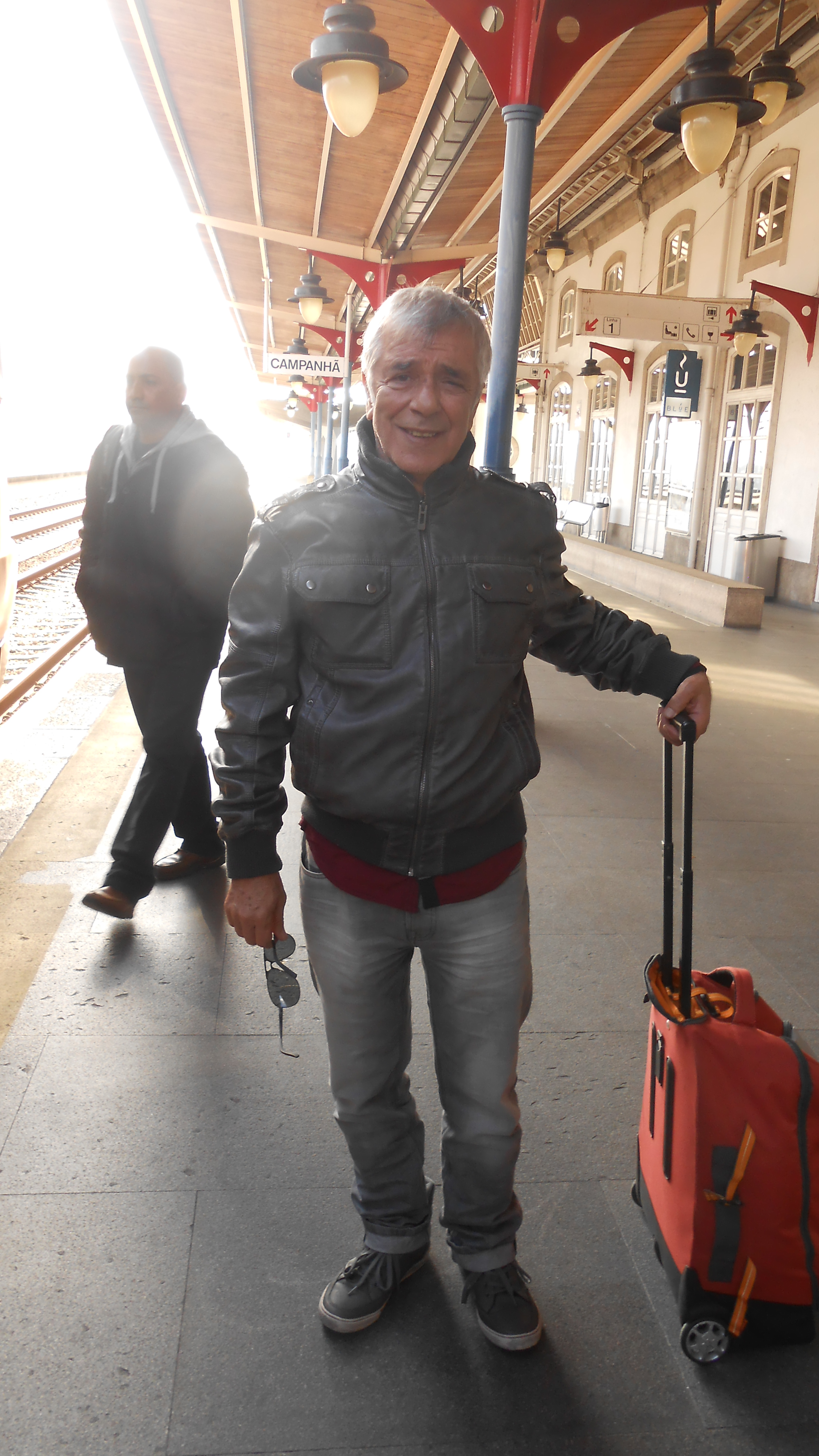
Vítor Norte foi o vencedor do Big Brother Famosos 2.

| Nome            | Residência      | Ocupação / Porque é Famoso...            | Idade | Lugar                                    |
| --------------- | --------------- | ---------------------------------------- | ----- | ---------------------------------------- |
| Vítor Norte     | Borba           | Actor                                    | 51    | Vencedor em 31 de dezembro de 2002       |
| Ruth Marlene    | Quinta do Conde | Cantora                                  | 26    | 2.º lugar em 31 de dezembro de 2002      |
| Marisa Ferreira |                 | Modelo e Miss Portugal 1999              | 24    | 3.º lugar em 31 de dezembro de 2002      |
| Cláudio Ramos   | Elvas           | Apresentador/Comentador de TV            | 28    | 10.º eliminado em 23 de dezembro de 2002 |
| Valentino       | Sintra          | Modelo                                   | 22    | 9.º eliminado em 23 de dezembro de 2002  |
| Gisela Serrano  | Lisboa          | Concorrente Masterplan - O Grande Mestre | 30    | 8.ª eliminada em 16 de dezembro de 2002  |
| Melão           |                 | Cantor                                   | 28    | 7.º eliminado em 16 de dezembro de 2002  |
| Axel            |                 | Cantor                                   | 24    | 6.º eliminado em 9 de dezembro de 2002   |
| Gustavo Santos  | Lisboa          | Dançarino                                | 25    | 5.º eliminado em 9 de dezembro de 2002   |
| Elsa Barros     | Portalegre      | Concorrente BB 2                         | 27    | 4.ª eliminada em 2 de dezembro de 2002   |
| Sylvie Rocha    | Amadora         | Actriz                                   | 32    | 3.ª eliminada em 2 de dezembro de 2002   |
| Rita Ribeiro    | Lisboa          | Actriz                                   | 47    | Desistente em 22 de novembro de 2002     |
| Lena D'Agua     | Lisboa          | Cantora                                  | 46    | 2.ª eliminada em 18 de novembro de 2002  |
| Claudisabel     | Portugal        | Cantora                                  | 21    | 1.ª eliminada em 11 de novembro de 2002  |

## Nomeações
|             | Semana 1            | Semana 2          | Semana 4                   | Semana 5                                   | Semana 6                               | Semana 7                            | Semana 8 Final      | Semana 8 Final      |
| ----------- | ------------------- | ----------------- | -------------------------- | ------------------------------------------ | -------------------------------------- | ----------------------------------- | ------------------- | ------------------- |
| Vítor       | Cláudio Claudisabel | Marisa Elsa       | Gisela Valentino           | Gustavo Cláudio                            | Ruth Marisa                            | Valentino Cláudio                   | Vencedor (Dia 57)   | Vencedor (Dia 57)   |
| Ruth        | Cláudio Claudisabel | Cláudio Elsa      | Gisela Gustavo             | Não Elegível                               | Vítor Gisela                           | Vítor Cláudio                       | 2.º Lugar (Dia 57)  | 2.º Lugar (Dia 57)  |
| Marisa      | Elsa Rita           | Lena Elsa         | Gisela Sylvie              | Não Elegível                               | Melão Gisela                           | Ruth Vítor                          | 3.º Lugar (Dia 57)  | 3.º Lugar (Dia 57)  |
| Cláudio     | Elsa Claudisabel    | Sylvie Ruth       | Sylvie Axel                | Axel Melão                                 | Melão Gisela                           | Ruth Vítor                          | Eliminado (Dia 50)  | Eliminado (Dia 50)  |
| Valentino   | Sylvie Rita         | Sylvie Rita       | Elsa Sylvie                | Axel Gustavo                               | Vítor Gisela                           | Marisa Vítor                        | Eliminado (Dia 50)  | Eliminado (Dia 50)  |
| Gisela      | Não está na Casa    | Não está na Casa  | Elsa Sylvie                | Não Elegível                               | Cláudio Ruth                           | Eliminada (Dia 43)                  | Eliminada (Dia 43)  | Eliminada (Dia 43)  |
| Melão       | Lena Claudisabel    | Lena Sylvie       | Ruth Sylvie                | Axel Gustavo                               | Marisa Cláudio                         | Eliminado (Dia 43)                  | Eliminado (Dia 43)  | Eliminado (Dia 43)  |
| Axel        | Lena Cláudio        | Lena Cláudio      | Cláudio Elsa               | Gustavo Valentino                          | Eliminado (Dia 36)                     | Eliminado (Dia 36)                  | Eliminado (Dia 36)  | Eliminado (Dia 36)  |
| Gustavo     | Lena Claudisabel    | Lena Elsa         | Gisela Elsa                | Vítor Axel                                 | Eliminado (Dia 36)                     | Eliminado (Dia 36)                  | Eliminado (Dia 36)  | Eliminado (Dia 36)  |
| Elsa        | Cláudio Axel        | Melão Valentino   | Vítor Melão                | Eliminada (Dia 29)                         | Eliminada (Dia 29)                     | Eliminada (Dia 29)                  | Eliminada (Dia 29)  | Eliminada (Dia 29)  |
| Sylvie      | Elsa Claudisabel    | Lena Melão        | Gisela Gustavo             | Eliminada (Dia 29)                         | Eliminada (Dia 29)                     | Eliminada (Dia 29)                  | Eliminada (Dia 29)  | Eliminada (Dia 29)  |
| Rita        | Elsa Claudisabel    | Elsa Lena         | Desistente (Dia 19)        | Desistente (Dia 19)                        | Desistente (Dia 19)                    | Desistente (Dia 19)                 | Desistente (Dia 19) | Desistente (Dia 19) |
| Lena        | Rita Melão          | Rita Melão        | Eliminada (Dia 15)         | Eliminada (Dia 15)                         | Eliminada (Dia 15)                     | Eliminada (Dia 15)                  | Eliminada (Dia 15)  | Eliminada (Dia 15)  |
| Claudisabel | Cláudio Sylvie      | Eliminada (Dia 8) | Eliminada (Dia 8)          | Eliminada (Dia 8)                          | Eliminada (Dia 8)                      | Eliminada (Dia 8)                   | Eliminada (Dia 8)   | Eliminada (Dia 8)   |
| Notas       | nenhuma             | nenhuma           | nenhuma                    |                                            | nenhuma                                | nenhuma                             | nenhuma             | nenhuma             |
| Nomeados    | Claudisabel Cláudio | Elsa Lena         | Elsa Gisela Gustavo Sylvie | Axel Cláudio Gustavo Melão Valentino Vítor | Cláudio Gisela Marisa Melão Ruth Vítor | Cláudio Marisa Ruth Valentino Vítor | Marisa Ruth Vítor   | Marisa Ruth Vítor   |
| Desistente  | nenhum              | nenhum            | Rita                       | nenhum                                     | nenhum                                 | nenhum                              | nenhum              | nenhum              |
| Eliminado   | Claudisabel         | Lena              | Sylvie                     | Gustavo                                    | Melão                                  | Valentino                           | Marisa              | Ruth                |
| Eliminado   | Claudisabel         | Lena              | Elsa                       | Axel                                       | Gisela                                 | Cláudio                             | Vítor               | Vítor               |

Notas:

↑1  Na quarta ronda de nomeações todas as concorrentes tinham imunidade.